# Lista de Estados do Sacro Império Romano-Germânico

Sacro Império Romano-Germânico, c. 1600

Esta lista contém os seguintes estados que pertenciam ao Sacro Império Romano-Germânico:
(a) Cidades Imperiais Livres (Reichsstädten) ou qualquer outro tipo de território aos quais foram concedidos o Imediatismo Imperial, ou seja, eram governados por uma autoridade diretamente subordinada ao Imperador Romano, e não a um governante regional ou um nobre local;
(b) Territórios sob suserania feudal  do Imperador Romano, tornando o estado-vassalo um território agregado ao Sacro Império Romano-Germânico. Neste tipo de subordinação, em troca do benefício doado pelo Imperador, o vassalo lhe prestava um juramento de fidelidade. Dentre suas obrigações, o vassalo estava obrigado a pagar impostos ao Sacro Império Romano-Germânico e  prestar  apoio militar ao Imperador quando era convocado;
(c) Territórios sob título alodial  (do latim tardio alodium, derivado do frâncico all "todo" + od "propriedade") pertencentes ao Sacro Império Romano-Germânico. Ressalte-se que, na Idade Média, o título alodial era utilizado para indicar que a posse da terra pelo nobre era absoluta. Diferenciava-se assim da posse feudal, pela qual a posse da propriedade dependia do relacionamento de vassalagem e suserania.  Segundo a definição do dicionário Webster (edição de 1825), um alódio é "terra cujo proprietário detém sua posse absoluta, propriedade mantida com absoluta independência, sem estar sujeita a qualquer arrendamento, serviço ou reconhecimento de um superior". É, portanto, o oposto de feudo.
(d) Ducados: Territórios medievais governados por um duque ou duquesa. O título de Duque fica acima do título de Conde e abaixo do de Príncipe. Alguns ducados acabaram se unificando ainda no período medieval, mas muitos teria se unificado apenas durante os séculos XVIII e XIX.

## Breve Histórico
O Sacro Império Romano-Germânico era uma entidade política complexa que existia na Europa central durante a maior parte dos períodos medieval e início da era moderna. Deve-se mencionar que os estados que compuseram o Império, enquanto desfrutavam de uma forma única de autoridade territorial (chamada Landeshoheit) que lhes concedia muitos atributos de soberania, nunca foram estados totalmente soberanos como o termo é entendido hoje.  
No século XVIII, o Sacro Império Romano-Germânico consistia de aproximadamente 1.800  territórios, sendo a maioria de pequenas propriedades pertencentes às famílias dos Cavaleiros Imperiais.  Em 1806, Napoleão Bonaparte invadiu o Sacro Império e o reorganizou, fundando a Confederação do Reno. 
Sucedeu-se uma longa disputa entre a a Monarquia de Habsburgo (futuro Império Austríaco e o Reino da Prússia pela hegemonia política dos estados alemães, vencida pela Prússia, que unificou as 42 divisões administrativas e fundóu o Império Alemão (1871). Para uma história mais completa do império, veja o Sacro Império Romano-Germânico .

## Lista de Estados
Embora tentar elaborar uma lista definitiva de todas as entidades que fizeram parte do Sacro Império Romano-Germânico  ao longo de sua existência seja tarefa quase impossível, a lista a seguir tenta ser o mais abrangente possível. 

### Entidades Territoriais Pré-Imperiais
O termo exato "Sacro Império Romano-Germânico" não foi usado até o século XIII, mas o conceito de translatio imperii, a noção de que ele exerceu o poder supremo herdado dos imperadores romanos, foi fundamental para o prestígio do Imperador Romano-Germânico.
Alguns historiadores referem-se à coroação de Carlos Magno como a origem do império em si, enquanto outros preferem a coroação de Otão I como seu início. Os estudiosos geralmente concordam, no entanto, em relacionar uma evolução das instituições e princípios que constituem o império, descrevendo uma assunção gradual do título e do papel imperial.
Assim, para facilitar o entendimento da evolução territorial  do "Sacro Império Romano-Germânico", adota-se a nomenclatura de pré-Imperiais para os territórios componentes do Império Carolíngio. Pois só uma porção dos mesmos irá constituir posteriormente o Império do Século XIII.

### Império Carolíngio(até c.768 d.C.)
- Nêustria (norte da França, à época, chamada também de Frância)
- Borgonha (sudeste da França e a Provença)
- Austrásia (Alsácia, Baviera, Turíngia, Frísia, Suábia)
- Aquitânia (sudoeste da França)
- Reino Itálico

### Fragmentação doImpério Carolíngio
Com a morte de Carlos Magno, houve a fragmentação do Império Carolíngio em:
- Reino dos Francos
- Reino da Aquitânia
- Reino Itálico
- Reino da Nêustria

### Com oTratado de Verdun(843 d.C.)
O Tratado de Verdun, assinado no mês de agosto de 843, foi um dos primeiros tratados que dividiram o Império Carolíngio em três reinos entre os três filhos sobreviventes de Luís, o Piedoso, o filho e sucessor de Carlos Magno.
Sacro Império Romano-Germânico (Austrásia)
Reino da Aquitânia
Reino dos Francos do Ocidente (França)
Reino da Burgúndia
Reino Itálico
Reino da Lotaríngia (Alsácia, Lorena, Renânia)
Reino da Baviera
Reino da Suábia
Reino da Saxônia
Marca Germânica (Áustria)

### Cidades Livres
Havia 51 Cidades Imperiais Livres no Sacro Império Romano a partir de 1792. Elas estão listadas abaixo com seu status confessional oficial confirmado pela Paz de Vestfália (1648) ao lado do nome.
Aachen (católica)
Aalen (luterana)
Augsburgo (biconfessional)
Biberach (biconfessional)
Bopfingen (luterana)
Bremen (calvinista)
Buchau (católica)
Buchhorn (católica)
Colônia (católica)
Dinkelsbühl (biconfessional)
Dortmund (luterana)
Esslingen no Neckar (luterana)
Frankfurt am Main (Luterana)
Friedberg (luterana)
Gengenbach (católica)
Giengen (luterana)
Goslar (luterana)
Hamburgo (luterana)
Heilbronn (luterana)
Isny no Allgäu (luterana)
Kaufbeuren (luterana)
Kempten (luterana)
Leutkirch no Allgäu (luterana)
Lindau (luterana)
Lübeck (luterana)
Memmingen (luterana)
Mühlhausen (luterana)
Nordhausen (luterana)
Nördlingen (luterana)
Nuremberg (luterana)
Offenburgo (católica)
Pfullendorf (católica)
Ravensburgo (biconfessional)
Regensburgo (luterana)
Reutlingen (luterana)
Rothenburgo sobre o Tauber (luterana)
Rottweil (católica)
Schwäbisch Gmünd (católica)
Schwäbisch Hall (luterana)
Schweinfurt (luterana)
Speyer (luterana)
Überlingen (católica)
Ulm (luterana)
Wangen (católica)
Weil (católica)
Weißenburgo na Baviera (Nordgau) (luterana)
Wetzlar (luterana)
Wimpfen (luterano)
Windsheim (luterana)
Worms (luterana)
Zell sobre o Harmersbach (católica)

### Outras cidades que eram cidades imperiais livres que já haviam deixado de sê-lo em 1792, incluem
Baden
Basileia (tornou-se um cantão suíço, 1501. Sua independência do Império foi reconhecida em 1648)
Berna (tornou-se um cantão suíço, 1351, Sua independência do Império foi reconhecida em 1648)
Bisanz (Besançon) (anexada pela Espanha em 1648)
Brakel (anexado pelo bispo de Paderborn)
Bremgarten
Kamerich (Cambrai) (cedida aos Países Baixos Espanhóis em 1543)
Diessenhofen
Deventer
Donauwörth (Cedida à Baviera, 1617)
Duisburg ( Cedida a Cleves, 1290)
Düren (para Jülich)
Frauenfeld
Freiburg im Üechtland (Friburgo) (tornou-se um cantão suíço)
Füssen (ao Príncipe-Bispado de Augsburgo, 1313)
Gelnhausen (para Hesse-Kassel (ou Hesse-Cassel), 1745)
Hagenau (anexada pela França, década de 1670)
Herford (para Brandemburgo)
Colmar (anexado pela França, 1673, confirmado em 1697)
Kampen
Kaisersberg (anexado pela França, 1648)
Kessenich
Constança (anexada pela Áustria, 1548)
Landau (anexado pela França, 1648)
Lemgo (para Lippe)
Lucerna (tornou-se um cantão suíço, Sua independência do Império foi reconhecida em 1648)
Mainz (retornou ao controle de seu arcebispo, 1462)
Metz (anexado pela França, 1552)
Mülhausen (Mulhouse) (um associado da Confederação Suíça depois de 1648, anexado pela França, em 1798)
Münster im Elsass (Munster, Haut-Rhin) (anexado pela França, 1648)
Murten (para Saboia, 1255)
Nimega (para Guéldria, 1247)
Oberehnheim (Obernai) (anexado pela França, 1648)
Rapperswil
Rheinfelden (para os Habsburgos, 1330)
Riga (para a Comunidade Polaco-Lituana, 1581)
Rosheim (anexado pela França, 1648)
Saarburg (Sarrebourg) (anexado pela França)
Schaffhausen (tornou-se um cantão suíço, 1501, Sua independência do Império foi reconhecida em 1648)
Esmalcalda (para Hesse, 1581)
Schlettstadt (Sélestat) (anexado pela França, 1670)
Soleura (tornou-se um cantão suíço, 1481, Sua independência do Império foi reconhecida em 1648)
Estrasburgo (anexado pela França, 1681, confirmado em 1697)
Toul (anexado pela França, 1552)
Türkheim (Turckheim) (anexado pela França, 1648)
Verden (ao Ducado de Verden, 1648)
Verdun (anexado pela França, 1552)
Warburg (anexado pelo príncipe-bispo de Paderborn)
Winterthur
Weißenburg (Wissembourg) (anexada pela França, 1648)
Zug (tornou-se um cantão suíço, Sua independência do Império foi reconhecida em 1648)
Zurique (tornou-se um cantão suíço, 1351, Sua independência do Império foi reconhecida em 1648)

4) Sacro Império Romano-Germânico (800-1806)
- Regnum Teutonicum (jurisdição imperial sobre a Borgonha e a Lombardia)
- Dominus Mundi (ideia do Império Universal) [carece de fontes?]
- Regnum Popolus Christianorum (ideia do "Império Cristão") [carece de fontes?]
- Regula (principados independentes)

4.1) Monarquia de Habsburgo.
- Arquiducado da Áustria
- Condado da Gorízia
- Condado do Tirol
- Ducado da Caríntia
- Ducado da Carníola
- Ducado da Estíria
- Principado de Bressanone
- Principado de Coira
- Principado de Trasp
- Principado Episcopal de Trento

4.2) Borgonha:
- Condado da Flandres
- Condado de Hainaut
- Condado de Namur
- Ducado da Gueldra
- Ducado de Brabante
- Ducado de Limburgo
- Marca de Antuérpia
- Senhorio de Malines
- Senhorio de Tournai

4.3) Alta Renânia (sudoeste da atual Alemanha, na cabeceira do rio Reno)
- Abadia de Fulda
- Abadia de Odenheim e Bruschal
- Abadia de Prüm
- Abadia de Vissemburgo
- Condado de Falkenstein
- Arquiducado da Áustria
- Condado de Hanau-Münzemberg
- Condado de Isemburgo-Büdingen
- Condado de Isemburgo-Meerhorlz
- Condado de Isemburgo-Wächterbach
- Condado de Köningstein
- Condado de Krieschgein

4.3.1) Salm:
- Condado de Salm-Dhaun
- Condado de Salm-Horstmar
- Condado de Salm-Salm
- Condado de Salm-Greiweiler
- Condado de Salm-Grumbach
- Condado de Salm-Reifferscheid-Dyck (1639-1806)
- Condado de Salm-Reifferscheid-Hainsbach
- Condado de Salm-Reifferscheid-Krautheim
- Condado de Salm-Reifferscheid-Raitz

4.3.2) Solms:
- Condado de Solms-Hohensolms-Lich (1718-1792)
- Condado de Solms-Laubach
- Condado de Solms-Rölderheim-Assenheim
- Condado de Solms-Wildenfels
- Principado de Solms-Braufels
- Condado de Sponheim
- Condado de Wartenberg
- Condado de Wittgenstein-Wittgenstein
- Ducado de Saboia (os reis da Itália são os duques de Saboia)
- Condado de Hesse-Kassel (os reis da Finlândia descendem dessa casa)
- Condado de Hesse-Darmstadt
- Principado de Bâle
- Principado de Deux-Ponts
- Principado de Heitersheim
- Principado de Isemburgo-Birstein
- Principado de Lautern

4.3.3) Leiningen:
- Principado de Leiningen-Dagsburg
- Principado de Leiningen-Westerburg

4.3.4) Nassau (a atual casa holandesa é da família Nassau)
- Principado de Nassau-Idstein
- Principado de Nassau-Ottweiller
- Principado de Nassau-Saarbrück
- Principado de Nassau-Üsigen
- Principado de Nassau-Weilbourg

4.3.5) Principado de Nomeny
- Principado de Salm-Salm (1386-1811)
- Principado de Simmern
- Principado de Spire
- Principado de Estrasburgo
- Principado de Valdens e Lautereck
- Principado de Waldeck
- Principado de Worms
- Senhoria de Bretzenheim
- Senhoria de Daschtuhl
- Senhoria de Hanau-Lichtenberg
- Senhoria de Hersfeld
- Senhoria de Münzfelden
- Senhoria de Ollbrück
- Vila Imperial de Frankfurt
- Vila Imperial de Friedberg
- Vila Imperial de Spire
- Vila Imperial de Wetzlar
- Vila Imperial de Worms

4.3.6) Eleitorado da Renânia (oeste da Alemanha, atuais estados da Renânia do Norte-Vestfália e Renânia-Palatinado), Rheinland:
- Arquidiocese de Colônia
- Arquidiocese de Mayence (Mainz ou Mogúncia)
- Arquidiocese de Trèves
- Burgraviado de Rheineck
- Condado de Nieder-Isenburg
- Condado de Recklinghausen
- Ducado da Wesfália
- Ducado de Arenberg
- Eleitorado do Palatinado ou Eleitorado do Reno
- Principado de Thürn e Taxis (os Thürn und Taxis foram responsáveis pelo correio e pelos transportes na Alemanha, daí, o verbo "taxiar" e o substantivo táxi, designando transporte);
- Senhoria de Beilstein
- Território de Coblence

5) Suábia (Schwab):
- Abadia de Bayndt
- Abadia de Buchau
- Abadia de Elchingen
- Abadia de Ellwangen
- Abadia de Gegenbach
- Abadia de Guttenzell
- Abadia de Hegbach
- Abadia de Irsee
- Abadia de Kaiserheim
- Abadia de Kempten
- Abadia de Lindau
- Abadia de Marchtal
- Abadia de Neresheim
- Abadia de Oschenhausen
- Abadia de Petershausen
- Abadia de Roggenburg
- Abadia de Roth
- Abadia de Rothenmünster
- Abadia de Saint George-à-Isny
- Abadia de Salem
- Abadia de Schussenried
- Abadia de Söfflingen
- Abadia de Ursperg
- Abadia de Weingarten
- Abadia de Wessenau
- Abadia de Wettenhausen
- Abadia de Zwiefalten
- Condado de Bonndorf
- Condado de Eberstein
- Condado de Heilingenberg
- Condado de Hochberg
- Condado de Hohenems- arquiduque d´Áustria
- Condado de Hohengeroldseck
- Condado de Kinzigerthal
- Condado de Klettau
- Condado de Köningsegg e Aulendorf
- Condado de Öttingen-Baldern
- Condado de Sickigen
- Condado de Stühlingen e Hohenhöwer
- Condado de Thegen
- Condado de Walburg-Wolfegg-Waldsee
- Condado de Walburg-Zeil-Wurzach
- Condado de Weisensteig
- Ducado de Württenberg e Techen

5.1) Marca de Baden
- [[Marca de Baden-Durlach]
- Bispado de Constance
- Principado de Augsburgo
- Principado de Fugger (os Fugger tornaram-se banqueiros de influência na Alemanha)
- Principado de Hohenzollern (os Hohenzollern] fundaram o Império Alemão (II Reich)
- Principado de Liechtenstein (o principado de Liechtenstein ainda é independente)
- Principado de Öttingen-Öttingen
- Principado de Sigmaringa (A Sigmaringa pertencia aos Hohenzollern]; dessa casa vieram os reis da Romênia)
- Senhoria de Altshausen
- Senhoria de Baar
- Senhoria de Biesensteig
- Senhoria de Eglingen
- Senhoria de Egloff
- Senhoria de Gündelfingen
- Senhoria de Jüstingen
- Senhoria de Mindelheim
- Senhoria de Mösskirch
- Senhoria de Öttingen-Wallerstein
- Senhoria de Rothenfels und Stauffen- arquiduque d´Áustria
- Senhoria de Schwabeck
- Senhoria de Tannhausen
- Senhoria de Tenangen e Argen- arquiduque d´Áustria
- Vila Imperial de Aale
- Vila Imperial de Augsburgo
- Vila Imperial de Biberach
- Vila Imperial de Bopfingen
- Vila Imperial de Buchau
- Vila Imperial de Buchhorn
- Vila Imperial de Dinkeslbuhl
- Vila Imperial de Esslingen
- Vila Imperial de Fissbach
- Vila Imperial de Gegenbach
- Vila Imperial de Gigen
- Vila Imperial de Gmünd
- Vila Imperial de Hall
- Vila Imperial de Harmersbach
- Vila Imperial de Heilbronn
- Vila Imperial de Isny
- Vila Imperial de Kaufbeuern
- Vila Imperial de Kempten
- Vila Imperial de Leutkirchen
- Vila Imperial de Lindau
- Vila Imperial de Memmingen
- Vila Imperial de Nördlingen
- Vila Imperial de Offenburgo
- Vila Imperial de Pfullendorf
- Vila Imperial de Ravensberg
- Vila Imperial de Reutlingen
- Vila Imperial de Rothweil
- Vila Imperial de Überlingen
- Vila Imperial de Ulm
- Vila Imperial de Wangen
- Vila Imperial de Weil
- Vila Imperial de Wimpfen
- Vila Imperial de Zeil

6) Baviera (Bayern) - (Munique (München)
- Abadia de Niedermünster
- Abadia de Obermünster
- Abadia de Saint-Emmeran
- Abadia-Principado de Berchtersgarden
- Arquidiocese Principado de Salzburgo
- Condado de Dagensberg
- Condado de Haag
- Condado de Hohenwaldeck
- Condado de Ortenbourg
- Condado de Starnstein
- Condado de Staufen-Ehrefels
- Condado Palatinado de Neueburg
- Condado Palatinado de Soulzbach
- Ducado de Pappenheim (1030-1628, depois condado até 1806)
- Pappenheim-Aletzheim
- Pappenheim-Gräfenthal
- Pappenheim-Treutlingen
- Pappenheim-Stühlingen
- Eleitorado da Baviera (os descendentes dos príncipes bávaros assumiram o trono da Grécia.
- Condado de Leuchtenberg
- Principado de Freising
- Principado de Passau
- Principado de Ratisbona
- Senhoria de Breitneck
- Senhoria de Obersulzburg und Pyrbaum
- Vila Imperial de Ratisbona

7) Francônia, Franken:
- Principado Episcopal de Bamberg
- Principado Episcopal de Eichstädt
- Principado Episcopal de Wurtzburgo

7.1) Castell:
- Condado de Castell
- Condado de Castell-Castell (1668-1806)
- Condado de Castell-Remlingen
- Condado de Erbach

7.2) Hennenberg:
- Condado de Hennenberg-Röhmild
- Condado de Hennenberg-Schleusingen
- Condado de Hennenberg-Smalkalde
- Condado de Hohen-Landsberg
- Condado de Rheineck
- Condado de Wertheim
- Mergentheim
- Principado de Ansbach- eleitor de Brandemburgo
- Principado de Bayreuth - eleitor de Brandemburgo

7.3) Hohenlohe (Uma das principais casas alemãs, rivalizou com os Hohestauffen e com Hohenzollern):
- Principado de Hohenlohe-Waldenburg-Schillingsfürst
- Principado de Hohenlohe-Bartenstein
- Principado de Hohenlohe-Ingelfingen
- Principado de Hohenlohe-Jagstberg
- Principado de Hohenlohe-Kischberg
- Principado de Hohenlohe-Langemburgo
- Condado de Hohenhole-Neuenstein

7.4) Senhoria de Gayer- eleitor de Brandenburgo
- Senhoria de Hausen- eleitor de Brandenburgo
- Senhoria de Limpourg-Gaildorf - eleitor de Brandemburgo
- Senhoria de Limpourg-Speckfeld- eleitor de Brandemburgo
- Senhoria de Reichsberg- eleitor de Brandemburgo
- Senhoria de Seinsheim
- Senhoria de Weissenstadt
- Senhoria de Welsheim
- Vila Imperial de Nuremberg
- Vila Imperial de Rothenbourg
- Vila Imperial de Schweinfurt
- Vila Imperial de Windheim
- Vila Imperial de Wissemburgo

8) Alta Saxônia 15.000 km2 (com a baixa Saxônia) Sachen
- Abadia de Gernrode
- Abadia de Quedlimburgo
- Abadia de Walkenried
- Condado de Barby
- Condado de Mamsfeld- eleitor de Brandenburgo
- Condado de Querfurt
- Condado de Schömburgo
- Condado de Schwarzburgo-Rudolstadt
- Condado de Schwarzburgo-Sondershausen

8.1) Condado de Stolbert und Werningerode
- Ducado da Pomerânia Ocidental (Os reis da Dinamarca descendem dessa casa)
- Ducado da Pomerânia Oriental- eleitor de Brandemburgo

8.2) Eleitorado da Saxônia
- Principado de Saxe-Altemburgo
- Principado de Saxe-Coburgo (Os reis da Bélgica e os da Bulgária descendem dessa casa)
- Principado de Saxe-Eisenach
- Principado de Saxe-Gotha
- Principado de Saxe-Meiningen
- Principado de Saxe-Weimar

8.3) Eleitorado de Brandenburgo
- Hohenstein
- Principado de Anhalt (Breslau)
- Principado de Kammin- eleitor de Brandenburgo

8.2) Principado de Reuss
- Reuss-Greiz
- Reuss-Gera

9) Baixa Saxônia, Niedersachen
- Bispado de Hildesheim
- Principado Episcopal de Lübeck
- Condado de Rantzau
- Condado de Bentheim-Bentheim (1277-1530)
- Ducado de Brunsvique-Calenberg
- Ducado de Brunsvique-Celle
- Ducado de Brunsvique-Volfembutel
- Ducado de Brunsvique-Graubenhagen
- Ducado de Brunsvique-Luneburgo
- Ducado de Holsácia-Glückstadt
- Ducado de Holsácia-Gottorp
- Ducado de Meclemburgo-Güstrow
- Ducado de Meclemburgo-Schwerin (13.000 km2) (capital: Schwerin)
- Ducado de Meclemburgo-Strelitz
- Ducado de Saxe-Lauemburgo
- Principado de Bremen
- Principado de Haberstadt- eleitor de Brandenburgo
- Principado de Magdeburgo- eleitor de Brandenburgo
- Principado de Ratzenburgo
- Principado de Schwerin
- Senhoria de Blankenburgo
- Vila Imperial de Bremen
- Vila Imperial de Goslar
- Vila Imperial de Hamburgo
- Vila Imperial de Lübeck
- Vila Imperial de Mülhnhausen
- Vila Imperial de Nordhausen

10) Vestfália (Münster)
- Abadia de Cornelimünster
- Abadia de Essen
- Abadia de Herford
- Abadia de Malmedy
- Abadia de Stavelot
- Abadia de Thorn
- Abadia de Werden
- Principado Episcopal de Liège
- Principado Episcopal de Münster
- Principado Episcopal de Osnabrück
- Principado Episcopal de Padeborn
- Condado de Blankenheim und Gerolstein
- Condado de Diepholt
- Condado de Gromsfeld
- Condado de Hallermünd
- Condado de Holzapfel
- Condado de Hoya
- Condado de Kaunitz
- Condado de La Marck
- Condado de Oldemburgo (Reis dinamarqueses descendem dessa casa)
- Condado de Pyrmont
- Condado de Ravensburgo- eleitor de Brandenburgo
- Condado de Reckheim
- Condado de Sayn-Altenkirchen- eleitor de Brandenburgo
- Condado de Sayn-Hachenbourg
- Condado de Sayn-Homburgo
- Condado de Sayn-Wittgenstein
- Sayn-Wittgenstein-Berleburg
- Sayn-Wittgenstein-Hachenburg
- Sayn-Wittgenstein-Karsburg
- Sayn-Wittgenstein-Ludwigsburg
- Sayn-Wittgenstein-Sayn
- Sayn-Wittgenstein-Vallendar
- Sayn-Wittgenstein-Wittgenstein
- Condado de Eschaumburgo-Hesse
- Condado de Eschaumburgo-Lippe
- Condado de Schleiden
- Condado de Spiegelberg
- Condado de Steinfurt
- Condado de Tecelemburgo- eleitor de Brandemburgo
- Condado de Virnenburg
- Condado de Wied-Neuwied
- Condado de Wied-Runkel
- Ducado de Berg
- Ducado de Cleves- eleitor de Brandemburgo
- Ducado de Juliers
- Principado de Ligne
- Principado de Lipa
- Principado de Minden
- Principado de Mörs
- Principado de Nassau-Dillenbourg
- Principado de Nassau-Hadamar
- Principado de Ost-Frise- eleitor de Brandenburgo
- Principado de Verden
- Senhoria de Anholt
- Senhoria de Beilstein
- Senhoria de Gemen
- Senhoria de Gimborn
- Senhoria de Kerpen
- Senhoria de Mylendock
- Senhoria de Reichenstein
- Senhoria de Wickerardt
- Senhoria de Winnenburg
- Senhoria de Witten
- Vila Imperial de Aquisgrana
- Vila Imperial de Colônia
- Vila Imperial de Dortmund

11) Confederação Helvética (independente desde 1386, contra a liga Suábia)
- Appenzzel
- Argóvia (Aargau)
- Basileia (Basel, campo e cidade)
- Berna (cidade)
- Friburgo
- Genebra
- Glarona (Glarus)
- Grisões
- Lucerna
- Neuchâtel
- Nidwald
- Obwald
- São Galo (Sankt Gall)
- Schwyz
- Soleura (Solothurn)
- Ticino
- Turgóvia (Thurgau)
- Uri
- Valais
- Zug

## Ducados
- Ducado da Áustria (17 de Setembro de 1156-6 de Janeiro de 1453)

- Ducado da Alsácia (≈629/31-999)
- Ducado da Alta Lorena/Ducado da Lorena (959-23 de Fevereiro de 1766)
- Ducado de Aremberg (1645-1810)
- Ducado da Baixa Lorena (959/977-1190)
- Ducado de Bar (1354-23 de Fevereiro de 1766)
- Ducado da Baviera (≈555-1255/1340-1349/1505-1623)
  - Ducado da Baixa Baviera (1255-1808)

- Ducado de Berg (1360-1521/1690-15 de Março de 1806)
- Ducado da Boêmia (≈870-1198)
- Ducado de Brabante (1183-1795)
- Ducados de Bremen-Verden (15 de Maio de 1648-20 de Setembro de 1807)
- Ducado de Bouillon (1456-24 de Abril de 1794)
- Ducado de Brunswick-Luneburgo (1235-6 de Agosto de 1806)
- Ducado da Caríntia (976-12 de Novembro de 1918)
- Ducado da Carníola (1364-29 de Outubro de 1918)
- Ducado de Cleves (1092-1805)
- Ducado da Estíria (1180-10 de Setembro de 1919)
- Ducado da Francônia (≈877-1168)
- Ducado de Guastalla (2 de Julho de 1621-18 de Outubro de 1748)
- Ducado de Gueldres (1096-1795)
- Ducado da Holsácia (14 de Fevereiro de 1474-30 de Outubro de 1864)
  - Ducado de Holstein-Segeberg/Glückstadt (1544-1773)
  - Ducado de Schleswig-Holstein-Gottorp (1544-1773)
  - Ducado de Schleswig-Holstein-Hadersleben (1544-1580)

- Ducado de Jülich (1356-1795)
- Ducados Unidos de Jülich-Cleves-Berg (1521-12 de Novembro de 1614)
- Ducado de Limburgo (1065-1795)
- Ducado do Luxemburgo (1353-1795)
- Ducado de Magdeburgo (1680-9 de Julho de 1807)
- Ducado de Mecklemburgo (1471-1520/1695-1701)
  - Ducado de Mecklemburgo-Güstrow (1480-83/1520-1610/1621-1695)
  - Ducado de Mecklemburgo-Schwerin (1379-1815)
  - Ducado de Mecklemburgo-Strelitz (8 de Março de 1701-1815)
  - Ducado de Mecklemburgo-Stargard (1352-1471)

- Ducado de Mântua
- Ducado de Massa e Carrara

- Ducado de Milão
- Ducado de Mirandola
- Ducado de Módena e Régio
- Ducado de Monferrato

- Ducado de Oldemburgo
- Ducado do Palatinado-Neuburgo
- Ducado do Palatinado-Sulzbach
- Ducado da Pomerânia
  - Ducado da Pomerânia Barth
  - Ducado da Pomerânia-Demmin
  - Ducado da Pomerânia-Rügenwalde
  - Ducado da Pomerânia-Schlawe
  - Ducado da Pomerânia-Stargard
  - Ducado da Pomerânia-Stettin
  - Ducado da Pomerânia-Stolp
  - Ducado da Pomerânia-Wolgast
  - Ducado da Pomerânia-Wolgast-Stolp

- Ducado de Saboia

- Ducado da Saxônia

- Ducado de Saxe-Altemburgo
- Ducado de Saxe-Coburgo

- Ducado de Saxe-Coburgo-Saalfeld

- Ducado de Saxe-Coburgo-Eisenach
- Ducado de Saxe-Eisenberg
- Ducado de Saxe-Gota
- Ducado de Saxe-Gota-Altemburgo
- Ducado de Saxe-Hildburghausen

- Ducado de Saxe-Lauemburgo
- Ducado de Saxe-Meiningen
- Ducado de Saxe-Römhild
- Ducado de Saxe-Saalfeld
- Ducado de Saxe-Weimar
- Ducado de Saxe-Wittenberg
- Ducado da Silésia
- Ducados da Baixa Silésia (sob a Coroa da Boêmia):
  - Ducado de Bernstadt
  - Ducado de Brzeg
  - Ducado de Bytom
  - Ducado de Głogów
  - Ducado de Jawor
  - Ducado de Legnica
  - Ducado de Münsterberg
  - Ducado de Nysa
  - Ducado de Oleśnica
  - Ducado da Silésia-Wroclaw
  - Ducado de Żagań

- Ducados da Alta Silésia (sob a Coroa da Boêmia)
  - Ducado de Krnov
  - Ducado de Opole
  - Ducado de Pless
  - Ducado de Racibórz
  - Ducado de Teschen
  - Ducado de Troppau

- Ducado da Suábia
- Ducado da Turingia
- Ducado da Vestfália
- Ducado de Württemberg